# فيكتوريا بورشتشينكو
فيكتوريا بورشتشينكو (بالأوكرانية: Вікторія Олексіївна Борщенко)‏ مواليد 5 يناير 1986 في خيرسون، أوكرانيا، هي لاعبة كرة يد أوكرانية تلعب كجناح أيسر. مثلت منتخب أوكرانيا لكرة اليد للسيدات.

## سجل المنافسة
شاركت في البطولات التالية:
- بطولة أوروبا لكرة اليد للسيدات 2012
- بطولة أوروبا لكرة اليد للسيدات 2014

## روابط خارجية
- فيكتوريا بورشتشينكو على موقع الاتحاد الأوروبي لكرة اليد (الإنجليزية)